# Rothia pedasus
Rothia pedasus là một loài bướm đêm trong họ Noctuidae.